# حادث غرق مركب الوراق 2015
في 23 يوليو 2015 غرق مركب سياحي وذلك بعد ان اصطدم بصندل بمنطقة الوراق، مصر. أسفر الحادث عن مقتل 38 شخص غرقاً في نهر النيل.

## التحقيقات
كشفت التحقيقات أن الصندل وقت الحادث كان خاليا من أي أنوار ملاحية أو أضواء نهرية أو منبهات صوت وهو ما كان محظورا معه تحركه ليلا كما أن الصندل كان يتعين أن يكون طاقمه مكون من ستة أفراد إلا أنه قام برحلته النهرية تلك وعلى متنه ثلاثة أفراد فقط. أما عن المركب فتبين بأنه كان يحمل لوحة ترخيص لا تخصه وإنما تخص مركب آخر بمحافظة المنيا، وحيث قامت اللجنة المشكلة من النيابة بالانتقال لمحافظة المنيا ومعاينة المركب الآخر فتبين لها أن تراخيصه سليمة وأنه لم يغادر محافظة المنيا ذلك اليوم على الإطلاق بما يقطع بعدم وجود ترخيص للمركب محل الحادث واصطناعه لوحة تراخيص مزورة تخص مركب.كما تبين أن المركب سعته القصوى لا تزيد عن عشرين فردا وكان فيه وقت الحادث ما يزيد على خمسين فردا.